# Endre Olai Svanøe
Endre Olai Johannesen Svanøe, född den 15 juni 1848 i Bergen, död den 3 januari 1941, var en norsk ingenjör. 
Svanøe studerade bland annat vid Chalmersska slöjdskolan i Göteborg (1874–76). Han ingick 1881 i Norges statsbaners (NSB) tjänst, där han 1906 blev arbeidsdepartementets tekniske konsulent, och hade genom sina många utredningar och betänkanden stor betydelse för norska järnvägsväsendets utveckling.